# 마드리드 아레나

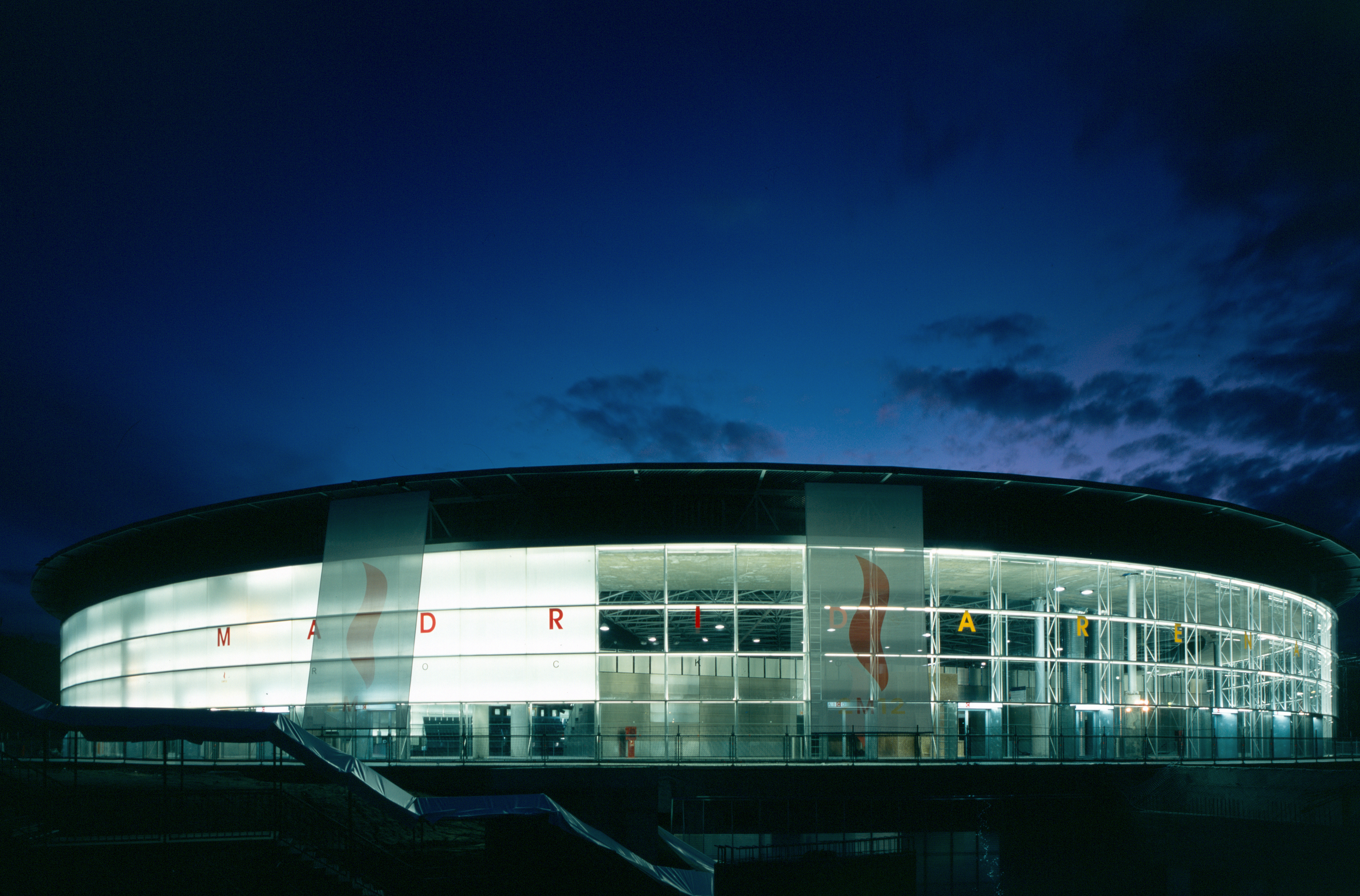
마드리드 아레나

마드리드 아레나(스페인어: Madrid Arena)는 스페인 마드리드 카사 데 캄포에 있는 실내 경기장이다. 주로 농구와 테니스 등의 경기 대회에 사용된다. 2007년 텔레포니카가 명명권을 취득하였다.

## 2012년 사고
2012년 11월 1일 스티브 아오키 등이 출연하는 전자 음악 콘서트에서 5명이 사망하는 사건이 발생하였다.